# Glyptodontidium tuberifer
Glyptodontidium tuberifer és una espècie extinta de mamífer cingulat de la família dels clamifòrids que visqué a Sud-amèrica durant el Miocè superior, fa aproximadament 7 milions d'anys. Se n'han trobat restes fòssils a la província argentina de Catamarca. Es tracta de l'única espècie del gènere Glyptodontidium. Sembla que fou el primer gliptodontí a tenir el pla corporal que esdevindria típic dels seus successors de l'edat glacial. Tenia osteodermes cònics ben desenvolupats a l'escotadura caudal. El nom genèric Glyptodontidium és el diminutiu de Glyptodon, el nom d'un parent proper seu.